# Sebastián Cocimano
Sebastián Cocimano (La Plata, 19 maggio 2000) è un calciatore argentino, attaccante del San Telmo.

## Carriera
Cresciuto nel settore giovanile del Gimnasia (LP), debutta in prima squadra il 15 febbraio 2020 in occasione dell'incontro di Primera División perso 1-0 contro il Rosario Central.

## Statistiche

### Presenze e reti nei club
Statistiche aggiornate al 15 ottobre 2021.
| Stagione        | Squadra           | Campionato      | Campionato | Campionato | Coppe nazionali | Coppe nazionali | Coppe nazionali | Coppe continentali | Coppe continentali | Coppe continentali | Altre coppe | Altre coppe | Altre coppe | Totale | Totale |
| Stagione        | Squadra           | Comp            | Pres       | Reti       | Comp            | Pres            | Reti            | Comp               | Pres               | Reti               | Comp        | Pres        | Reti        | Pres   | Reti   |
| --------------- | ----------------- | --------------- | ---------- | ---------- | --------------- | --------------- | --------------- | ------------------ | ------------------ | ------------------ | ----------- | ----------- | ----------- | ------ | ------ |
| 2019-2020       | Gimnasia (LP)     | PD              | 2          | 0          | CA              | 1               | 0               |                    | -                  | -                  |             | -           | -           | 3      | 0      |
| 2020            | Gimnasia (LP)     |                 | -          | -          | CdL             | 2               | 0               |                    | -                  | -                  |             | -           | -           | 2      | 0      |
| 2021            | Gimnasia (LP)     | PD              | 4          | 0          | CA+CdL          | 1+2             | 0               |                    | -                  | -                  |             | -           | -           | 7      | 0      |
| 2024            | Chacarita Juniors | PB              | 24         | 4          | CA              | 2               | 0               |                    | -                  | -                  |             | -           | -           | 26     | 4      |
| Totale carriera | Totale carriera   | Totale carriera | 30         | 0          |                 | 8               | 0               |                    | -                  | -                  |             | -           | -           | 38     | 4      |